# Biarozauka (rejon kormański)
Biarozauka (biał. Бярозаўка; ros. Берёзовка, Bieriozowka; pol. hist. Berezówka) – wieś na Białorusi, w obwodzie homelskim, w rejonie kormańskim, w sielsowiecie Kamienka.

## Historia
W XIX i w początkach XX w. położona była w Rosji, w guberni mohylewskiej, w powiecie rohaczewskim, w gminie Korma. Następnie w granicach Związku Sowieckiego. Od 1991 w niepodległej Białorusi.
W latach 1903–1905 bracia Michaił i Iwan Polakow zbudowali w Biarozauce młyn wiatrowy typu holenderskiego o wysokości 14 m. Podczas kolektywizacji został on własnością kołchozu, a jego poprzedni właściciele zostali zesłani na Syberię. Młyn użytkowano do początku lat 70., po czym opuszczony, popadał w ruinę. W 1992 przeniesiony do Muzeum Dawnych Rzemiosł i Technologii Ludowych „Dudutki” w Dudziczach i odnowiony.